# Cléber Gaúcho
Cléber da Rosa Moreira (São Gabriel, Brasil, 24 de marzo de 1966) es un exfutbolista brasileño. Desde su retiro ha tenido una fructífera carrera política, como concejal del municipio de Novo Horizonte en Brasil.

## Trayectoria
Sus inicios fueron en el club Grêmio de Porto Alegre.
Es considerado dentro de los mejores extranjeros en la historia de Deportes Valdivia, junto a su compatriota Giovane.

## Selección nacional
Fue parte del plantel de la Selección brasileña de fútbol que participó en la Copa Mundial de Fútbol Juvenil de 1985, que se disputó en la Unión Soviética.

## Clubes
| Equipo               | País   | Año       |
| -------------------- | ------ | --------- |
| Grêmio               | Brasil | 1985-1986 |
| Esportivo            | Brasil | 1987-1988 |
| Deportes Valdivia    | Chile  | 1988-1989 |
| Deportes La Serena   | Chile  | 1989-1990 |
| Grêmio Novorizontino | Brasil | 1990-1991 |